# Copperbelt-Streik
Der Copperbelt-Streik im Industrierevier Copperbelt („Kupfergürtel“) des heutigen Staates Sambia fand im Mai 1935 in den Kupferbergwerken und -hütten der Städte Mufulira, Kitwe und Luanshya statt.

## Ablauf
Es war ein Streik der schwarzen Zechen- und Hüttenarbeiter, die mit diesem gegen die als ungerechte empfundene Steuern protestierten, die die britische Kolonialregierung ihnen auferlegt hatte, und traf beide damaligen Eigentümergesellschaften der Minen (Anglo-American Corp., Rhodesia Selection Trust) gleichermaßen. Organisiert worden war der Streik mit Hilfe der Welfare Societies (etwa: Wohlfahrtsorganisationen), da die schwarzen Belegschaftsmitglieder noch keine Gewerkschaften hatten gründen dürfen, wohl aber soziale Einrichtungen. Obwohl er ganz überwiegend gewaltfrei ablief, erschoss die britische Polizei in Luanshya sechs Bergleute. Danach wurde der Streik abgebrochen, obwohl das direkte Streikziel nicht erreicht worden war.

## Bedeutung
Indirekt war dieser Streik jedoch sehr folgenreich. Er war die erste industriegewerkschaftliche Aktion im gesamten Zentralafrika, und zwar – regionalgeschichtlich bedeutsam – im damaligen britischen „Nordrhodesien“ und nicht im nahen belgischen Katanga-Revier. Er wird von den Sambiern bis heute als erste Revolte gegen die Kolonialherrschaft betrachtet. Aus den Welfare Societies entstanden die African Mineworkers Union (AMU), der Northern Rhodesian African National Congress (ANC) und dann die United National Independence Party (UNIP), aus der sich alle weiteren Parteien Sambias bis heute abgespalten haben.
In den industriellen Arbeitskämpfen der 1940er und 1950er Jahre entpuppte sich die organisierte Industriearbeiterschaft endgültig als Kaderschmiede der gewerkschaftlichen und dann stark auch der politischen Elite des künftigen Sambias. Zudem erwies sich die Tatsache, dass im Copperbelt Menschen aus afrikanischen Ländern von Tansania bis Südafrika arbeiteten und durch die gemeinsame Arbeit integriert wurden, sich also im Copperbelt-Revier nicht neotribalistisch gegeneinander organisierten, für die spätere staatliche Einheit Sambias als grundlegend. Die Integration im Copperbelt ist verbindliche politische Norm für alle rund 70 Stämme in Sambia geworden. Wer immer nach Sambia zuwanderte, hatte sich dieser Norm zu fügen. 